# Chaetostoma alternifasciatum
Chaetostoma alternifasciatum är en fiskart som beskrevs av Fowler, 1945. Chaetostoma alternifasciatum ingår i släktet Chaetostoma och familjen Loricariidae. Inga underarter finns listade i Catalogue of Life.